# Geranomyia atychia
Geranomyia atychia là một loài ruồi trong họ Limoniidae. Chúng phân bố ở miền Australasia.